# Shinkiro
Toshiaki Mori (japonês: 森 気楼, Mori Toshiaki) (nascido em 14 de Dezembro de 1962), mais conhecido pelo apelido de  Shinkiro (japonês: 森気楼, Shinkirō) é um ilustrador japonês e artista conceitual atualmente empregado pela Capcom.
Anteriormente, como ilustrador da SNK desenhava personagens e capas para jogos de Neo-Geo, incluindo The King of Fighters (de 1994 a 2000) e Metal Slug, até a empresa falir em 2000.
Entre seus trabalhos para a  Capcom estão os jogos Dino Stalker, Final Fight One, Dead Rising, Resident Evil: Dead Aim e a versão para Game Boy Advance de Super Ghouls 'n Ghosts(Super Ghouls 'n Ghosts R)
Como ilustrador também tem trabalhado em capas para comics americanos, como Spider-Man Unlimited e Udon´s Street Fighter.
Sua técnica com as novas tecnologias(Photoshop) proporciona um estilo realista enquanto mantém o colorido estilo anime, especialmente graças ao abuso da cor vermelha em quase toda a sua obra.
Comparado aos seus sucessores Nona, Falcoon e Hiroaki, seus trabalhos em estilo anime são bem mais realistas.